# Vallée FM
 (novembre 2014).
Si vous disposez d'ouvrages ou d'articles de référence ou si vous connaissez des sites web de qualité traitant du thème abordé ici, merci de compléter l'article en donnant les références utiles à sa vérifiabilité et en les liant à la section « Notes et références ».
Vallée FM était la radio locale de Marne-la-Vallée aux alentours de 1982 à 2015. C'était une radio associative de communication sociale de proximité. Elle émettait alors en modulation de fréquence sur 98.4 MHz, sur plus de 30 communes du nord de la Seine-et-Marne, soit un bassin de diffusion estimé à 350 000 habitants, ainsi que par le biais du web et d'applications mobiles.
Avec l'ensemble de ses émissions, Vallée FM avait pour objectif de promouvoir l'éducation, la culture, la lutte contre les discriminations, l'environnement et le développement local. Avec son équipe encadrant 60 animateurs et producteurs bénévoles, elle proposait des programmes éducatifs, culturels, musicaux, des informations de proximité ou générales. Elle se voulait être un laboratoire radiophonique, un lieu de création, de passerelle et d'échange durant plus de deux décennies.
L'association Média Forum a annoncé sa décision de cesser les activités de Vallée FM pour septembre 2015.

## Historique
(décembre 2018).
- 1982 : création d'une radio libre, Radio FMR, par des militants associatifs de Champs-sur-Marne, sans autorisation[1].
- 1983 : création de Radio Spirale, qui émet depuis la cuisine de son premier responsable Jean-Claude DELCROIX[2]
- Radio Spirale s'installe ensuite Place des Rencontres dans le quartier de l'Arche Guédon à Torcy[3].
- 1988 : création de l'association Médias Forum par Patrice Landais et Michel Ricart.
- 1988 : dépôt du projet "Fréquence 7" auprès du CSA pour une radio non commerciale. Le projet est refusé[1].
- 1992 : dépôt du projet Vallée FM, autorisé par le CSA[4].
- 1992 : Vallée FM reprend les locaux et le matériel de Radio Spirale[1].
- 1997 : Reconduction de l'autorisation d'émettre par le CSA[5].
- 4 septembre 2007 : Reconduction de l'autorisation d'émettre par le CSA[6]
- 2007 : changement de fréquence, nouvelle identité visuelle et nouvelle grille de programmes[7].
- 2007 : l'institut Médiamétrie évalue l'audience hebdomadaire globale de Vallée FM à 34 860 auditeurs[8].
- 2015 : annonce par le président de l'association Média Forum de la décision de cesser d'émettre[9].

## Fonctionnement
Vallée FM était gérée par l'association Médias Forum, qui détenait l'autorisation d'émettre. À sa naissance, elle bénéficiait du soutien de la Communauté d'agglomération de Marne-la-Vallée / Val Maubuée. Elle recevait des subventions de l'État. C'est cette structure associative qui décide en juin 2015 de cesser l'activité de Vallée FM.
La radio a programmé une grande variété d'émissions musicales présentées par des bénévoles, des DJ et des producteurs. Les autoproductions, les labels indépendants et les majors étaient représentés sans exclusivité. Elle recevait également en permanence de nombreux jeunes talents musicaux issus de l'Île-de-France.
Vallée FM adhérait notamment au réseau Ferarock qui regroupe vingt radios associatives qui ont pour finalité commune de diffuser principalement les musiques actuelles en émergence ou peu exposées sur les radios nationales. C'était la seule radio d'Île-de-France membre de ce réseau.
Elle était aussi membre du réseau Pince-Oreilles, réseau de musiques actuelles en Seine-et-Marne.
Elle adhérait également à la Fédération Régionale des Radios Associatives d'Île-de-France.

## Programme
Pendant 23 ans, Vallée FM a relayé quotidiennement l'information locale et nationale à travers ses reportages et flashs infos ainsi que l'actualité sociale et culturelle de Marne La Vallée à travers ses journaux et agendas quotidiens. Différentes activités y ont été présentées : cinéma, théâtre, concerts, festivals, expositions etc.

## Fermeture
Lors d'une réunion du bureau de l'association Média Forum, qui gère Vallée FM, et de quelques animateurs, le 15 juin 2015, Patrice Landais, président de l'association, annonce la décision d'arrêter Vallée FM, ce qui fait l'effet d'un « coup de tonnerre ». Les responsables de l'association avancent des « raisons multiples », particulièrement des problèmes de gestion (le financement dépend quasiment entièrement des subventions) et des difficultés à envisager l'avenir.
Les producteurs et animateurs d'émission sont abasourdis car la décision leur semble incompréhensible. Une pétition contre l'arrêt de Vallée FM est aussitôt lancée.
Pendant l'été 2015, des anciens producteurs et animateurs tentent de constituer une association pour déposer un dossier auprès du CSA une demande d'autorisation d'émettre pour une radio de proximité qui diffuserait sur Marne-la-Vallée avec des objectifs similaires.